# Meskhètes
 (mai 2016).
Si vous disposez d'ouvrages ou d'articles de référence ou si vous connaissez des sites web de qualité traitant du thème abordé ici, merci de compléter l'article en donnant les références utiles à sa vérifiabilité et en les liant à la section « Notes et références ».
Les Meskhètes (en géorgien : თურქი მესხები ou მესხები) sont un peuple de religion musulmane avec une majorité sunnite et une minorité chiite anciennement localisé en Géorgie. Ils seraient environ 300 000 (pas de données précises disponibles) dispersés dans des pays de l'ancienne URSS. Ils parlent un dialecte majoritairement russophones. Quelques Meskhètes âgés parlent encore le géorgien et le dialecte meskhète. 

## Origines
Le terme Meskh est à l'origine appliqué à l'une des sous-ethnies composant le groupe ethnique géorgien. Il est attesté dans divers écrits dès l'Antiquité. Cette ethnie a donné son nom à la région du sud de la Géorgie : la Meskhétie (actuellement : Samtskhé-Djavakhétie).
Actuellement, les historiens débattent de l'origine ethnique des Turcs Meskhètes contemporains : sont-ils des Géorgiens (théorie soutenue par la Géorgie) ou des Turcs, descendants des envahisseurs coumans sédentarisés dans la région (thèse soutenue par la majorité des Turcs Meskhètes et les historiens turcophones) ?
Selon que l'on soutienne l'une ou l'autre thèse, on parle de Meskhètes ou de Meskhs (thèse géorgienne) ou de Turcs Meskhètes ou Turcs Ahiska (thèse turque). En dépit des discussions scientifiques sur leur ethnicité, les Turcs Meskhètes se définissent eux-mêmes officiellement comme les Turcs d'Ahıska (Ahiska Türkleri),,. 
Ces paysans musulmans installés entre la Turquie et la Géorgie (en Meskhétie), ne sont pas entrés dans l'histoire sous ce nom : les statistiques officielles de l'Empire russe les classent sous différentes catégories selon les recensements. Ils passent de la catégorie « musulmans géorgiens » à celle d'« Azéris » ou tout simplement « musulmans ». Selon toute probabilité, il s'agissait en fait d'une étiquette simplificatrice réunissant divers groupes pratiquant la même religion : on y trouvait alors des Arméniens musulmans (ou Khemchiles, Hémichis en Turquie), des Géorgiens musulmans (Adjars,  vrais Meskhètes ou Lazes), des Turcs, des Tarakamas, des Kurdes, etc. Sous l'Union soviétique, ils sont connus sous le terme « Turcs soviétiques ». Cet ethnonyme est contesté très tôt par des intellectuels géorgiens, pour qui il ne faisait aucun doute que centaines de ces musulmans étaient des vrais Géorgiens Meskhètes.

## Langue
Ce dialecte fait partie du groupe des dialectes turcs de l'est et se divise en deux branches :
- Le "Yerli Ağzı" (parler local) est proche des parlers à Ardahan, Posof, Oltu, Olur, Şenkaya, İspir, Tortum, Artvin ;
- Le "Terekeme Ağzı" (parler Terekeme) est proche des dialectes de Kars (sans Ardahan, Posof), Erzurum, Gümüşhane et Erzincan[5].

Bien que ce dialecte soit oral, il a été mis à l'écrit par des missionnaires avec l'alphabet géorgien pour traduire la Bible en turc.

## Histoire

### La déportation
En septembre 1944, en pleine Seconde Guerre mondiale, Joseph Staline et Lavrenti Beria font déporter la totalité des Turcs Meskhètes (environ 100 000) de la région d’Akhaltsiké, d’où le terme les Turcs d'Ahıska, en quelques jours. Il ne s'agissait ni de la première déportation massive, ni de la dernière. Les Turcs Meskhètes, comme les Tchétchènes ou les Tatars de Crimée, et tant d'autres, sont entassés dans des convois à bestiaux puis expédiés vers l'Asie centrale. Le voyage est un traumatisme pour les survivants, qui sont de plus accusés d'être des traîtres à la nation sans explication. La majorité des Turcs Meskhètes sont déportés vers l'Ouzbékistan, et vivent sous le contrôle du NKVD. Parmi les théories cherchant à expliquer la déportation des Turcs Meskhètes, il est généralement admis que Staline avait ainsi « nettoyé » la zone frontalière turco-soviétique d'une potentielle « cinquième colonne » : les Turcs soviétiques n'étaient pas fiables à ses yeux comme ils ont collaboré dans le passé avec les Turcs de la Turquie, une alliée de l’Allemagne lors de la première guerre mondiale.

### La déstalinisation
En 1956, au XXe congrès du Parti communiste, Khrouchtchev « libère » les peuples déportés par Staline, sauf trois : les Tatars de Crimée, les Allemands de la Volga, et les Turcs Meskhètes. Ces derniers sont assignés à résidence en Asie centrale. Pourtant, dès cette époque, les Turcs Meskhètes fondent un comité pour leur réhabilitation et pour leur rapatriement en Géorgie. Moscou consent uniquement à ce que des Turcs Meskhètes volontaires s'installent en Azerbaïdjan, ce que 43 000 d'entre eux font cette même année. La Géorgie reste résolument fermée à toute discussion, la propagande officielle vise même à faire des Turcs Meskhètes des Turcs dangereux et indésirables.

### Les pogroms deFerghana
En mai-juin 1989, en pleine perestroïka, les Meskhètes sont victimes dans la vallée de Ferghana (Ouzbékistan) de violences systématiques de la part des Ouzbeks, de véritables pogroms qui firent une centaine de morts et plus d'un millier de blessés ; plus de 30 000 Meskhètes devront quitter précipitamment l'Ouzbékistan.
15 000 Turcs Meskhètes de la vallée de Ferghana sont accueillis comme réfugiés en Russie, et près de 40 000 fuient l'Ouzbékistan. L'origine des pogroms demeure mal connue : s'agit-il d'un symptôme de la montée du nationalisme ouzbek, ou du résultat dramatique de heurts interethniques ? Finalement, seuls quelques milliers de Turcs Meskhètes restent en Ouzbékistan, des dizaines de milliers se sont installés en Russie, en Azerbaïdjan et en Ukraine.

## Situation actuelle

### EnRussie
Sur les quelque 50 000 Turcs Meskhètes présents en Russie, tous se sont bien intégrés, sauf les 15 000 Turcs Meskhètes de la région de Krasnodar (au Nord Caucase) en butte à la surveillance des organisations cosaques. Ils ont finalement pu obtenir l'asile aux États-Unis.

### EnUkraine
Environ 5 000 Turcs Meskhètes sont citoyens ukrainiens.

### EnAzerbaïdjan
38 000 Turcs Meskhètes sont citoyens azerbaïdjanais. La première vague d'immigrants est venue en 1956. La seconde vague d'immigrés après 1989 pose un problème, car le pays a du mal à gérer les milliers de déplacés azerbaïdjanais fuyant le conflit du Haut-Karabagh. En conséquence, l'immigration des Turcs Meskhètes en Azerbaïdjan a été arrêtée en 1993.

### EnOuzbékistan
Les Turcs Meskhètes d'Ouzbékistan vivent principalement dans les villes, et jouissent de situations professionnelles bien meilleures que celles des Turcs Meskhètes paysans dispersés dans les autres pays de l'ex-URSS.

### EnGéorgie
Il n'y aurait plus actuellement que 800 Turcs Meskhètes en Géorgie. Le pays dit étudier la possibilité d'un rapatriement progressif, mais rien n'est fait et tout reste à faire dans ce pays où l'histoire officielle n'aborde toujours pas de front la période noire de la déportation. Les médias et l'opinion publique sont globalement hostiles au retour des Turcs Meskhètes. 
L'une des causes avancées est que la Meskhétie (en fait, l'actuelle Djavakhétie) est majoritairement peuplée d'Arméniens, eux-mêmes ouvertement opposés au retour de ces "Turcs" pour des raisons historiques. 
La Géorgie est devenue en 1999 membre du Conseil de l'Europe, à la condition de régler la question du rapatriement des Turcs Meskhètes avant 2011 . Peu de choses ont été entreprises depuis, la Géorgie se plaignant de difficultés prioritaires difficilement gérables, comme les déplacés d'Abkhazie, la crise économique ou les tensions avec les Arméniens de Djavakhétie. En juin 2007, une loi a été adoptée par le Parlement géorgien, donnant la possibilité aux candidats au rapatriement de revenir en Géorgie, sous réserve d'acceptation par les instances géorgiennes. Les conditions sont draconiennes et le délai accordé très court (un an entre janvier 2008 et décembre 2009). Cette loi n'a pas fait l'unanimité et divise la classe politique comme la population, toujours sous-informée et hostile aux Turcs Meskhètes.

### AuxÉtats-Unis
Les 15 000 Turcs Meskhètes de Krasnodar arrivent progressivement dans différents États américains, où leur statut de réfugié leur garantit un niveau de vie décent.

## Organisations
Il existe de nombreuses associations de Turcs Meskhètes, dont voici les principales :
Vatan (patrie) : association mère, dont la ligne directrice est le retour inconditionnel en Géorgie. Elle prône l'origine turque des Turcs Meskhètes, ce qui déplait à la Géorgie, qui soutient la thèse opposée. Son siège est à Moscou, et possède une filiale très active à Bakou (Azerbaïdjan).
Association des Meskhs rapatriés : dirigée par les enfants du dirigeant historique de la cause Turcs meskhètes L. Baratachvili, cette petite association se veut le défenseur des Turcs Meskhètes déjà présents en Géorgie et le promoteur des droits des Turcs Meskhètes au rapatriement. Elle a fait sienne la thèse de l'origine géorgienne, mais se veut ouverte à tous les Turcs Meskhètes.